# Mirosław Sojka
Mirosław Sojka (* 8. Februar 1995) ist ein polnischer Naturbahnrodler. Er nahm in der Saison 2010/2011 erstmals an Weltcuprennen teil.

## Karriere
Mirosław Sojka startet seit 2010 bei den Polnischen Meisterschaften. Dabei erreichte er bisher drei Podestplätze: einen dritten und einen zweiten Platz im Doppelsitzer mit Łukasz Goryl sowie einen dritten Platz im Mannschaftswettbewerb. Seit der Saison 2010/2011 ist Sojka auch bei internationalen Rennen am Start – sowohl im Einsitzer als auch im Doppelsitzer mit Goryl. Er nahm zunächst an den Weltcuprennen am 15./16. Januar in Gsies teil, bei denen er als 25. im Einsitzer und 12. im Doppelsitzer nur Platzierungen im hinteren Feld erreichte, und startete drei Wochen später bei der Junioreneuropameisterschaft 2011 in Laas, wo er im Einsitzer den 16. Platz unter 29 Teilnehmern und im Doppelsitzer den fünften Rang unter sieben Doppelsitzerpaaren erzielte. Bei der Juniorenweltmeisterschaft 2012 war Sojka nur im Einsitzer am Start und belegte Rang 19. An Weltcuprennen nahm er in der Saison 2011/2012 nicht teil.

## Erfolge
(Doppelsitzer mit Łukasz Goryl)

### Juniorenweltmeisterschaften
- Latsch 2012: 19. Einsitzer

### Junioreneuropameisterschaften
- Laas 2011: 5. Doppelsitzer, 16. Einsitzer

### Weltcup
- 1 Top-25-Platzierung im Einsitzer
- 1 Top-15-Platzierung im Doppelsitzer